# 亚历山大·巴拉耶夫
亚历山大·伊万诺维奇·巴拉耶夫（俄語：Алекса́ндр Ива́нович Бара́ев，1908年7月16日—1985年9月8日）苏联农学家，农业土壤保护理论的提出者。